# Leonidas Lewicki
Leonidas Lewicki (* 5. November 1840 in Wien; † 27. August 1907 in Dresden) war ein österreichisch-deutscher Maschinenbauingenieur und Hochschullehrer.

## Leben und Werk
Leonidas Lewicki war Sohn des Eisenbahningenieurs Antoni Lewicki. Ab 1854 besuchte er die Oberrealschule in Innsbruck, bevor er 1858 zum Studium des Maschinenbaus an das Polytechnikum Zürich ging. Hier schloss er sich dem Corps Rhenania an. Zu seinen Lehrern gehörten in Zürich die Professoren Gustav Zeuner und Franz Reuleaux. Nach Abschluss des Studiums als Diplom-Ingenieur im Jahre 1861 nahm er eine Stellung als Konstrukteur bei der Schweizerischen Centralbahn in Olten unter Niklaus Riggenbach an.
1863 kehrte er als Assistent von Reuleaux zurück nach Zürich. 1864 ging er zunächst als Dozent und später als ordentlicher Professor für Maschinenbau an das Polytechnikum Riga. 1870 wurde er als ordentlicher Professor und Leiter der Fachschule für Maschinenbau und mechanische Technik an die neueröffnete RWTH Aachen berufen. 1874 erhielt er einen Ruf als ordentlicher Professor für Maschinenbau und Vorsteher des Instituts für Entwerfen von Maschinen sowie der Maschinenmodellsammlung an die Technische Hochschule Dresden. 1896 wurde er Vorsteher des von ihm ins Leben gerufenen Maschinenlaboratoriums II für Kraftmaschinen und 1900 des Maschinenbaulaboratoriums A. In den Jahren 1903 und 1904 stand er der TH Dresden als Rektor vor.
Im Bereich der Maschinenbaukunde arbeitete Lewicki über Dampfmaschinen, Dampframmen, Dampfschiffe, Schiffsschrauben, Feuerungsanlagen, Dampfkesselanlagen, Motorenanlagen, Wassermaschinen, Pumpen und Gebläse. Das erste europäische Fernheizwerk wurde unter seiner maßgeblichen Beteiligung in der Dresdner Großen Packhofstraße errichtet.
Leonidas Lewicki ist auf dem Johannisfriedhof in Dresden-Tolkewitz bestattet.

## Familie
Leonidas Lewicki war Angehöriger einer über viele Generationen als Ingenieure und Wissenschaftler wirkenden Familie.
Sein Vater war der aus Galizien stammende Eisenbahningenieur Antoni Lewicki (1815–1882), der unter anderem maßgeblich an dem Bau der Bahnstrecken Wiener Neustadt-Ödenburg, Innsbruck-Kufstein und der Strecke über den Semmering beteiligt war.
Sein Sohn Ernst Anton (1863–1937) war wie sein Vater Maschinenbauingenieur und Professor für Kraftmaschinen an der TH Dresden. 1908, ein Jahr nach dessen Tod, trat er seine Nachfolge an. Sein Enkel Ernst Wolfgang (1894–1973) war ein Bauingenieur und ebenfalls Professor an der TU Dresden.
Leonidas Lewicki war verheiratet mit Luise Sattler, Tochter des Großindustriellen Wilhelm Sattler (1784–1859), des Erfinders des Schweinfurter Grüns.

## Schriften
- Vorträge über Maschinenbau. Herausgegeben vom Maschinen-Techniker-Verein am königlichen Polytechnikum Dresden. Dresden 1882.
- Bericht über rauchfreie Dampfkessel-Anlagen in Sachsen: Calorimetrische Untersuchungen. Dresden 1896.
- Über die Entwicklung des Studienganges an den Technischen Hochschulen und an der Dresdener Technischen Hochschule insbesondere. Rektoratsrede am 1. März 1903. In: Bericht über die Königlich Sächsische Technische Hochschule zu Dresden für das Studien-Jahr 1902/1903. Dresden 1903, S. 26–35.
- Zahlreiche Abhandlungen in Fachzeitschriften.

## Auszeichnungen

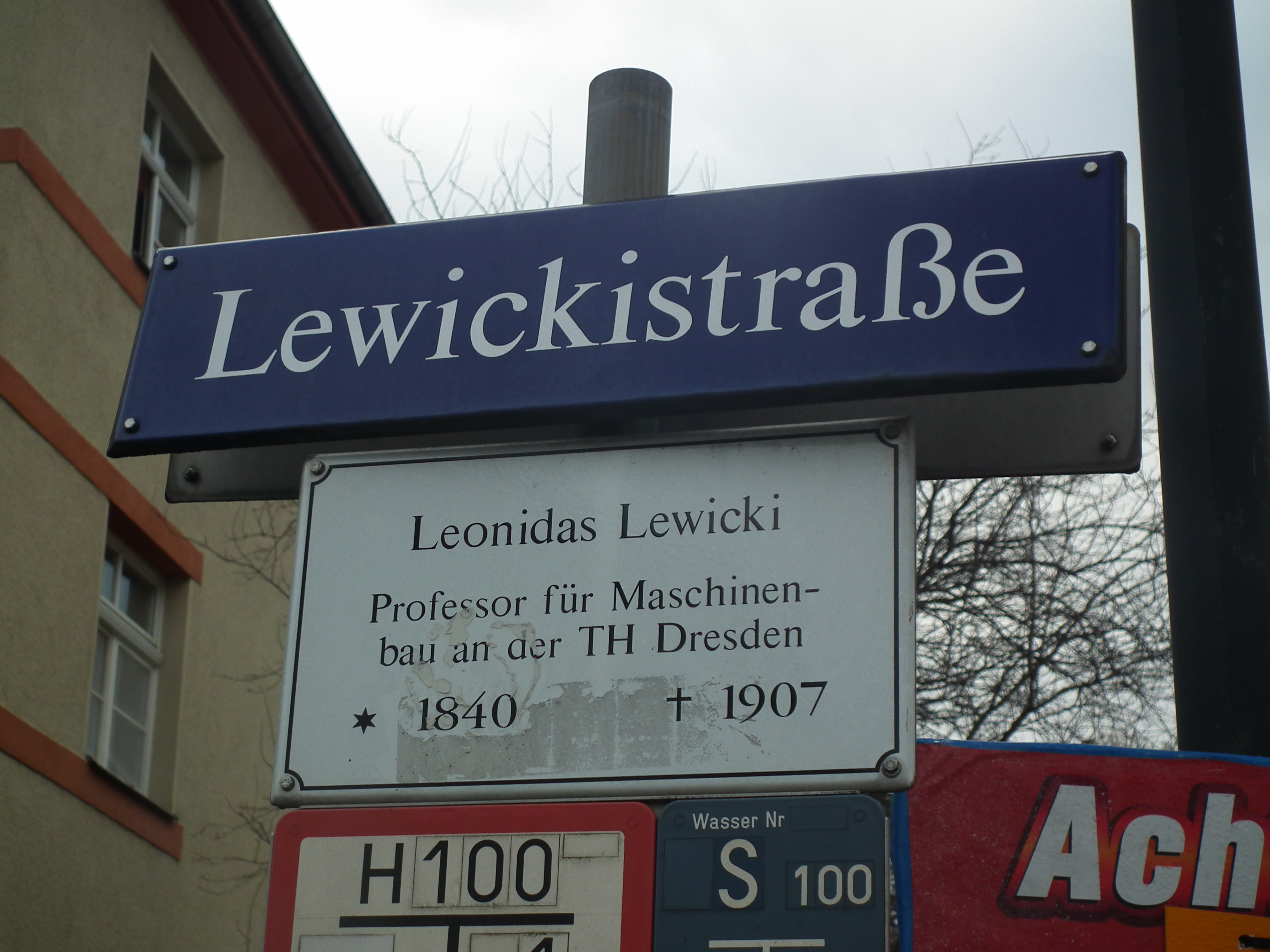
Lewickistraße in Dresden-Tolkewitz

- 1887 wurde ihm das Ritterkreuz I. Klasse des Sächsischen Verdienstordens verliehen.[6]
- Aufgrund seiner wissenschaftlichen Verdienste wurde er zum Geheimen Hofrat ernannt.
- 1898 wurde er mit dem Komturkreuz II. Klasse des Albrechts-Ordens ausgezeichnet.[7]
- Nach ihm wurde in Dresden-Tolkewitz die Lewickistraße benannt.[8]